# SuperTaça Nacional da Guiné-Bissau
A Super Nacional da Guiné-Bissau é o torneio de futebol ficando atrás apenas da Guiné-Bissau. O torneio é disputado em dois times, uma campeão de campeonato e uma venceador de copa ou taça (ou clube terminou segundo). O super taça nacional é uma dos novamentes do mundo, o primeiro edição jogarado em 1993.

## História
O torneio começou a ser disputado em 1993 e permanece semelhante até os dias atuais.
| Temporada | Venceador                   | Golos (Gols)                | Segundo                     |
| --------- | --------------------------- | --------------------------- | --------------------------- |
| 1993      | Portos de Bissau            |                             |                             |
| 1994      | Mavegro FC (Bissau)         |                             | Sporting Clube de Bissau    |
| 1996      | Não houve (Mansabá ou UDIB) | Não houve (Mansabá ou UDIB) | Não houve (Mansabá ou UDIB) |
| 1997-2003 | Não houve                   | Não houve                   | Não houve                   |
| 2004      | Sporting Clube de Bissau    | 2-0                         | Mavegro FC (Bissau)         |
| 2005      | Sporting Clube de Bissau    | 2-0                         | AC Bissorã                  |
| 2006      | CF "Os Balantas"            | 1-0 (prol.)                 | Portos de Bssau             |
| 2007-09   | Não houve                   | Não houve                   | Não houve                   |
| 2010      | Sport Bissau e Benfica      |                             | CF "Os Balantas"            |
| 2011      | DR Mansabá                  | 1-0                         | AC Bissorã                  |
| 2012      | Não disputado               | Não disputado               | Não disputado               |
| 2013      | CF "Os Balantas"            | 1-0                         | Estrela de Cantanhez        |
| 2014      | Nuno Tristão FC de Bula     | 1-0 (prol, 3-2 pen)         | FC Cantchungo               |
| 2015      | Sport Bissau e Benfica      | 4-1                         | Lagartos de Bambadinca      |
| 2016      | Não disputado               | Não disputado               | Não disputado               |
| 2017      | FC Cantchungo               | 1-0                         | Sport Bissau e Benfica      |
| 2018      | FC Cuntum                   | 2-1                         | Sport Bissau e Benfica      |
| 2019      | UDIB                        | 2-1                         | Sporting Clube de Bissau    |

### Títulos por clube
| Clube                    | Cidade     | Títulos | Último vence |
| ------------------------ | ---------- | ------- | ------------ |
| CF "Os Balantas"         | Mansôa     | 2       | 2013         |
| Sport Bissau e Benfica   | Bissau     | 2       | 2010         |
| Sporting Clube de Bissau | Bissau     | 2       | 2005         |
| FC Cantchungo            | Cantchungo | 1       | 2017         |
| FC Cuntum                | Cuntum     | 1       | 2018         |
| DR Mansabá               | Mansabá    | 1       | 2011         |
| Mavegro FC               | Bissau     | 1       | 1994         |
| Portos de Bissau         | Bissau     | 1       | 1993         |
| Nuno Tristão FC de Bula  | Bula       | 1       | 2014         |
| UDIB                     | Bissau     | 1       | 2019         |

## Referěncias
1. ↑  Site de Federação de Futebol da Guiné-Bissau (FFGB)